# Колонія (станція)
Колонія (рос. Колония) — станція Західно-Сибірської залізниці Росії. Розташована на дільниці Карбишево I — Татарська між зупинними пунктами 2826 км (відстань — 5 км) та Лагунака (12 км). Відстань до станції Карбишево I — 126 км, до станції Татарська — 48 км.
Відкрита 1896 року.